# لافوازيير مايا
لافوازيير مايا (9 أكتوبر 1928 - 11 أكتوبر 2021) كان طبيبًا وسياسيًا برازيليًا. شغل منصب حاكم ريو غراندي دو نورتي من 1979 إلى 1983. بالإضافة إلى كونه عضوًا في مجلس الشيوخ ونائبًا فيدراليًا ونائبًا للولاية.